# Assassinato de Mércia Nakashima
O Caso Mércia Nakashima refere-se à morte da advogada brasileira Mércia Mikie Nakashima de 28 anos, que foi afogada, trancada dentro do carro, na represa de Nazaré Paulista, interior de São Paulo, perto das margens da rodovia Dom Pedro I no dia 23 de maio de 2010.

## A vítima
Mércia Mikie Nakashima (Guarulhos, 6 de outubro de 1981 — Nazaré Paulista, 23 de maio de 2010) era uma advogada brasileira, com ascendência japonesa, filha de Janete Nakashima e Makoto Nakashima.

## O crime

### Desaparecimento
Mércia desapareceu no dia 23 de maio, após participar de um almoço em família na cidade de Guarulhos. Segundo familiares, ela deixou a casa da avó, onde aconteceu o almoço, por volta das 18h30 para ir para casa, trajeto que demorava entre 5 e 10 minutos. Ainda segundo familiares, antes de sair, Mércia recebeu um telefonema: era seu ex-namorado e seu ex-sócio num escritório de advocacia, Mizael Bispo de Souza.
No dia 25, a família passa a procurar ostensivamente pela advogada. No dia 27, Mizael vai à polícia, sem ser notificado, para prestar depoimento. No dia 31 de maio, ele é notificado oficialmente para dar esclarecimentos, nesta data já como suspeito do caso.
Mizael confirmou que tentou ligar para Mércia no dia em que ela desapareceu, mas afirmou que não conseguiu falar com ela. Quando questionado sobre a afirmação de que o seu carro esteve próximo a casa da avó da advogada no dia do desaparecimento, Bispo confirmou isto, mas disse que estava com uma garota de programa neste momento, sem no entanto dar qualquer tipo de referência sobre a mulher.
Segundo Sammir Haddad Júnior, advogado que representou Mizael Bispo de Souza, seu cliente morava perto da casa da avó de Mércia, o que explicaria o fato de o carro dele ter estado no local no dia do desaparecimento de Mércia. Ainda segundo Haddad Júnior, Mércia vinha sendo ameaçada por um ex-cliente para quem ela teria atuado em ações de divórcio e trabalhista e que este não teria ficado satisfeito com o resultado dos processos. Segundo ele, amedrontada, Mércia pediu a Mizael que fosse buscá-la. Entretanto, a pasta com os processos que Mércia cuidava para o cliente, identificado como Messias, foi encontrada na tarde de 16 de junho de 2010 pela irmã da vítima, Cláudia Nakashima, e, de acordo com o advogado da família de Mércia, Alexandre de Sá Domingues, o cliente não teria motivos para fazer ameaças.
No dia 10 de junho de 2010, por meio de uma denúncia anônima feita diretamente à família da vítima, o carro da advogada, um Honda Fit prata, foi encontrado na represa da cidade de Nazaré Paulista. O veículo estava submerso a uma profundidade de aproximadamente 6 metros, tinha o vidro do motorista aberto e estava com os pertences da advogada. No dia seguinte, o corpo de Mércia foi encontrado na mesma represa, tendo o reconhecimento sido feito por seu pai e irmão, o também advogado Márcio Nakashima.
A testemunha que fez a denúncia era um comerciante que estava pescando na represa no mesmo dia do desaparecimento de Mércia. Segundo o homem, ele ouviu gritos de mulher na noite do crime e viu um carro ser empurrado para dentro d'água após uma pessoa descer de dentro dele. Segundo o delegado Antonio de Olim, que comandou a investigação, a testemunha estava do outro lado da represa, a uns 100 metros do carro da advogada e não teria consumido bebida alcoólica no dia.

### Investigações avançadas
Conforme as investigações continuavam, testemunhas disseram ter visto Mizael conversando, dias antes do crime, com o vigia Evandro Bezerra da Silva, que abandonou o trabalho depois do carro ser retirado da represa. Evandro, então, passou a ser considerado igualmente suspeito e teve a prisão preventiva decretada em 25 de junho. Foi preso em julho tentando fugir para o estado de Sergipe.
Em depoimento, Evandro disse que combinou com Mizael de buscá-lo na represa de Nazaré Paulista no dia 23 de maio, o mesmo do desaparecimento de Mércia, mas depois mudou a versão negando envolvimento no crime.
No entanto, depois de ser preso em 2012, ele contou novamente à polícia a mesma história.
A prova final que acabou incriminando Mizael foi um pedaço de alga presa a seu sapato, a mesma que segundo a perícia só era encontrada na represa.

### Causa da morte
Afogamento. Segundo a polícia, Mizael agrediu e deu um tiro no queixo da advogada, que desmaiou. Ele então saiu do carro e o empurrou para dentro da água com Mércia ainda viva no interior do veículo.

### Motivação
De acordo com a família e amigos da vítima, Mizael não se conformava com o fim do relacionamento e perseguia Mércia para que reatassem o namoro.

## Prisão
Evandro foi preso em 9 de julho de 2010 em Aracaju, capital de Sergipe, mas foi solto em 9 de agosto por meio de um habeas corpus.
Mizael foi preso preventivamente no dia 27 de julho de 2010, mas igualmente solto no dia 5 de agosto de 2010, através de um habeas corpus, o que causou uma reclamação do Ministério Público em 9 de agosto contra Tribunal de Justiça de São Paulo.
Em dezembro de 2010, ambos entraram para a lista de "procurados" da Polícia Civil de São Paulo, após a Justiça ter pedido novamente a prisão deles e ter decidido que eles iriam a júri popular.
Mizael se entregou à polícia em fevereiro de 2012 e Evandro foi preso em junho do mesmo ano.
Em 15 de março de 2013, após quatro dias de juri, que contou com comunicação audiovisual na íntegra, Mizael Bispo de Souza foi condenado a 20 anos de reclusão pela morte de Mércia Nakashima, em regime inicial fechado. Porém o advogado de acusação Alexandre de Sá, recorreu da sentença por achar a pena branda.
A pena foi aumentada depois para 22 anos e 8 meses.
Em 22 de agosto de 2023, Mizael Bispo foi solto após a Justiça conceder progressão para o regime aberto.

### Atentados à família da vítima
O advogado da família Nakashima, Alexandre de Sá, disse, em entrevista em janeiro de 2011 ao jornal Agora São Paulo, que, em outubro de 2010, o carro do irmão de Mércia foi atingido por outro em Guarulhos. De acordo com o delegado, a polícia apurou que o motorista era um PM do mesmo batalhão do ex-policial Mizael. Em 23 de janeiro de 2011, o irmão e a mãe de Mércia foram perseguidos por dois motoqueiros em Bom Jesus dos Perdões, a 76 km de São Paulo, levando o carro a cair de uma ribanceira. Ambos ficaram feridos.

## Réus
- Mizael Bispo de Souza, ex-policial militar, que fora sócio de Mércia em seu escritório de advocacia, nascido em 5 de março de 1970, em Paratinga, Bahia.[31] Em 3 de maio de 2023, o registro dele foi excluído da Ordem dos Advogados do Brasil (OAB) de São Paulo.[32]
- Evandro Bezerra Silva, segurança de Mizael, nascido em 24 de setembro de 1971, em Olho d'Água das Flores, Alagoas.[31]

## Resumo da pena
Mizael: depois de ser condenado a 20 anos em março de 2013, após apelação do Ministério Público, Mizael teve a pena ampliada em junho de 2017 a 22 anos e 8 meses, em regime fechado, pela morte de Mércia Nakashima. Foram consideradas circunstâncias agravantes que qualificaram o crime: motivo torpe (fim do namoro), emprego de meio cruel (tiros em pontos vitais do corpo) e impossibilidade de defesa da vítima. Ele cumpre pena no presídio militar Romão Gomes, na capital, por ser policial reformado.
Evandro: foi condenado em julho de 2013 a 18 anos e 8 meses de prisão por homicídio doloso com duas qualificadoras: meio cruel e recurso que impossibilitou a defesa da vítima.

### Progressão para o regime semiaberto
Em setembro de 2018, Evandro conseguiu progressão de pena para o regime semiaberto, podendo trabalhar fora da prisão e tendo direito a saídas temporárias em dias festivos.

### Negativa de redução de pena
Em janeiro de 2021, o ministro Ricardo Lewandowski, do Supremo Tribunal Federal (STF),  julgou inviável o Habeas Corpus em que a defesa de Mizael buscava a redução da pena de  22 anos e 8 meses para 20 anos.

## Repercussão
O caso gerou grande repercussão nacional, tendo sido noticiado, por exemplo, na Globo e na Record. Também houve cobertura do caso no programa do apresentador Datena, na Band, o próprio site do STF publicou uma notícia  em 2012 sobre o julgamento.
Foi um julgamento histórico, pois foi o primeiro julgamento televisionado, transmitido ao vivo, na historia do país.